# Период Эдо
Пери́од Э́до (яп. 江戸時代 эдо-дзидай) — исторический период (1603—1868) Японии, время правления клана Токугава. Начался с назначения Токугава Иэясу сёгуном в 1603 году. Завершился в 1868 году снятием с себя полномочий сёгуном Токугава Ёсинобу. Характеризуется как время установления диктатуры Токугава, одновременно с этим и как переход от эпохи ожесточённых средневековых междоусобиц даймё к полностью контролируемой стране.
В период Эдо произошло становление японского духа, появление национальной японской идеи, развитие экономики и чиновничьего аппарата. Период Эдо — золотой век литературы и японской поэзии, Мацуо Басё является наиболее ярким представителем поэзии как периода Эдо, так и японской поэзии в целом. В результате политики самоизоляции сакоку практически весь период Эдо страна находилась за железным занавесом, не ведя торговли и не сообщаясь с другими странами (редкое исключение — Китай и Нидерланды). Католическое христианство жестоко подавлялось (восстание на Кюсю).
Благодаря установлению внутреннего мира в Японии активно шёл процесс развития товарно-денежных отношений, обусловивший переход исторического процесса от средневековья к новому времени. Была создана централизованная унифицированная денежная система, получившая название денежная система Токугава. Постепенно происходило изменение расстановки сил — несмотря на полное политическое господство феодальных сословий (даймё и самураев), экономическое и политическое влияние постепенно переходило к торговым (купеческое сословие), что способствовало размыванию экономического и идеологического фундамента сёгуната Токугава.
В то же время, быстрый рост численности населения и увеличение социального неравенства приводили к ухудшению положения простого народа и накоплению нестабильности внутри страны, к чему добавлялась сложившаяся вокруг неё международная напряжённость. В результате, со временем у части господствующего класса начало складываться понимание невозможности выхода из сложившейся ситуации в рамках сохранения текущей хозяйственной системы и продолжения политики самоизоляции. К середине XIX века страна оказалась готова к совершению капиталистических преобразований, что и обусловило падение сёгуната, главную роль в котором сыграли политические и экономические, а не военные причины.

## Первая половина периода Эдо

### Образование сёгуната Токугава

#### Токугава Иэясу и сёгунат в Эдо

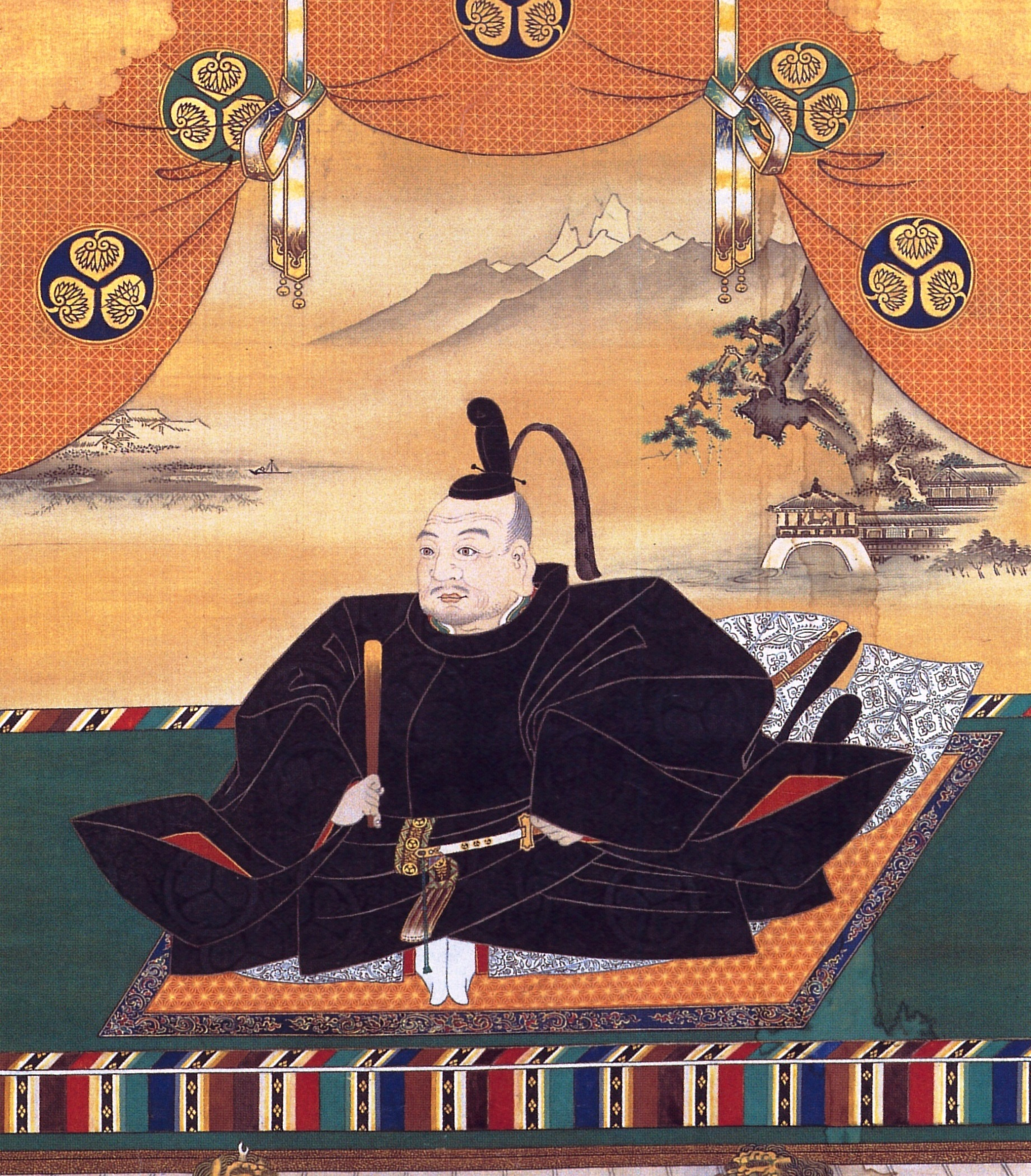
Токугава Иэясу — основатель и первый глава сёгуната в Эдо

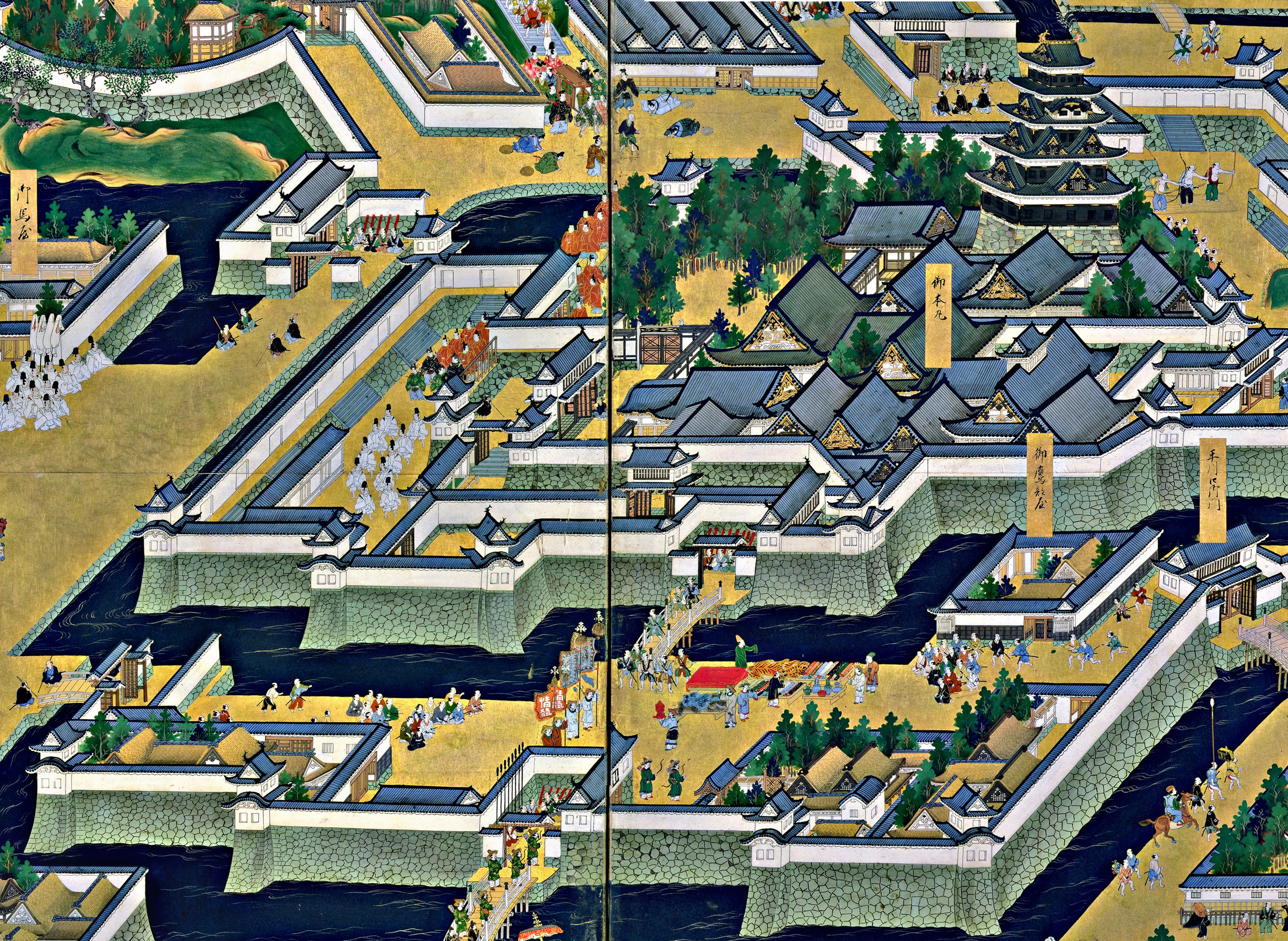
Главный двор и тэнсю замка Эдо, резиденции сёгунов Токугава

После смерти Тоётоми Хидэёси место общеяпонского лидера занял его вассал Токугава Иэясу. Его земли находились в регионе Канто с центром в замке Эдо. В 1600 году (5 год Кэйтё), заручившись поддержкой многих самурайских землевладельцев, Токугава разбил в битве при Сэкигахаре оппозицию из западнояпонских даймё во главе с Исидой Мицунари.
В 1603 году Иэясу получил от императора пост большого сёгуна — покорителя варваров и основал новый сёгунат с центром в своей резиденции. В 1615 году он уничтожил род своего бывшего сюзерена Тоётоми и окончательно утвердил власть своего самурайского правительства. Время его существования называют периодом Эдо (1603-1867).

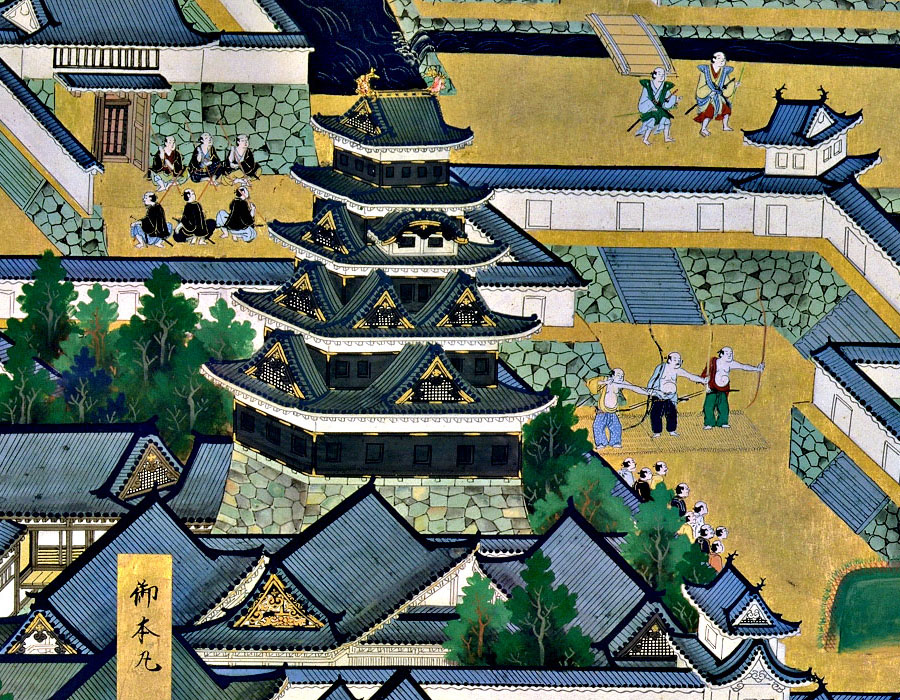
Башня замка Эдо, резиденции сёгунов рода Токугава. Построена в 1659 году

Мощь сёгуната держалась на его вассалах — хатамото и гокэнинах, а также непосредственно на подконтрольных владениях, которые составляли одну четвертую всех земель Японии. Самурайское правительство обладало монопольным правом во внешней политике и чеканке монеты. При правлении 3-го сёгуна Токугавы Иэмицу сформировался административный аппарат сёгуната.

#### Отношения сёгуната и даймё
Самурайские властители, которые имели земли с доходом свыше 10 тысяч коку, назывались даймё и находились в сюзерен-вассальных отношениях с сёгуном. Между даймё, которых в Японии насчитывалось 300 человек, была установлена иерархия по степени близости к дому сёгуна — родственники Токугавы (симпан), древние вассалы (фудай) и новые вассалы (тодзама).
Для всех самурайских землевладельцев правительство издало «Закон о военных домах», согласно которому даймё не имели права без разрешения сёгуна строить замки в своих землях (разрешалось иметь только один замок) и заключать друг с другом политические браки. Даймё, нарушившие эти запреты, в наказание лишались своих владений или переводились в менее доходные районы страны. Для контроля и поддержания финансового истощения самурайских феодалов сёгунат создал систему поочередных командировок, когда даймё должны были через каждый год прибывать в ставку в Эдо и жить там в течение года. Кроме этого, по распоряжению правительства, самурайские землевладельцы должны были исполнять строительную и военную повинность в пользу центра. Однако, несмотря на такой политический и финансовый груз, даймё в остальном имели полную свободу в управлении своими владениями. Эти владения, а также организация управления ими во главе с даймё назывались княжествами или ханами.
Кроме строгого контроля за регионами, сёгунат ограничил права императорского двора, превратив его в зависимую от самурайского правительства управленческую систему. Согласно «Законам об Императорском дворе и кугэ» правительство Эдо обязывалось финансово поддерживать двор, но в то же время ликвидировало его земельные владения в стране, тем самым поставив его в полную зависимость от себя.

### Внутренняя и внешняя политика сёгуната

#### Заграничная торговля

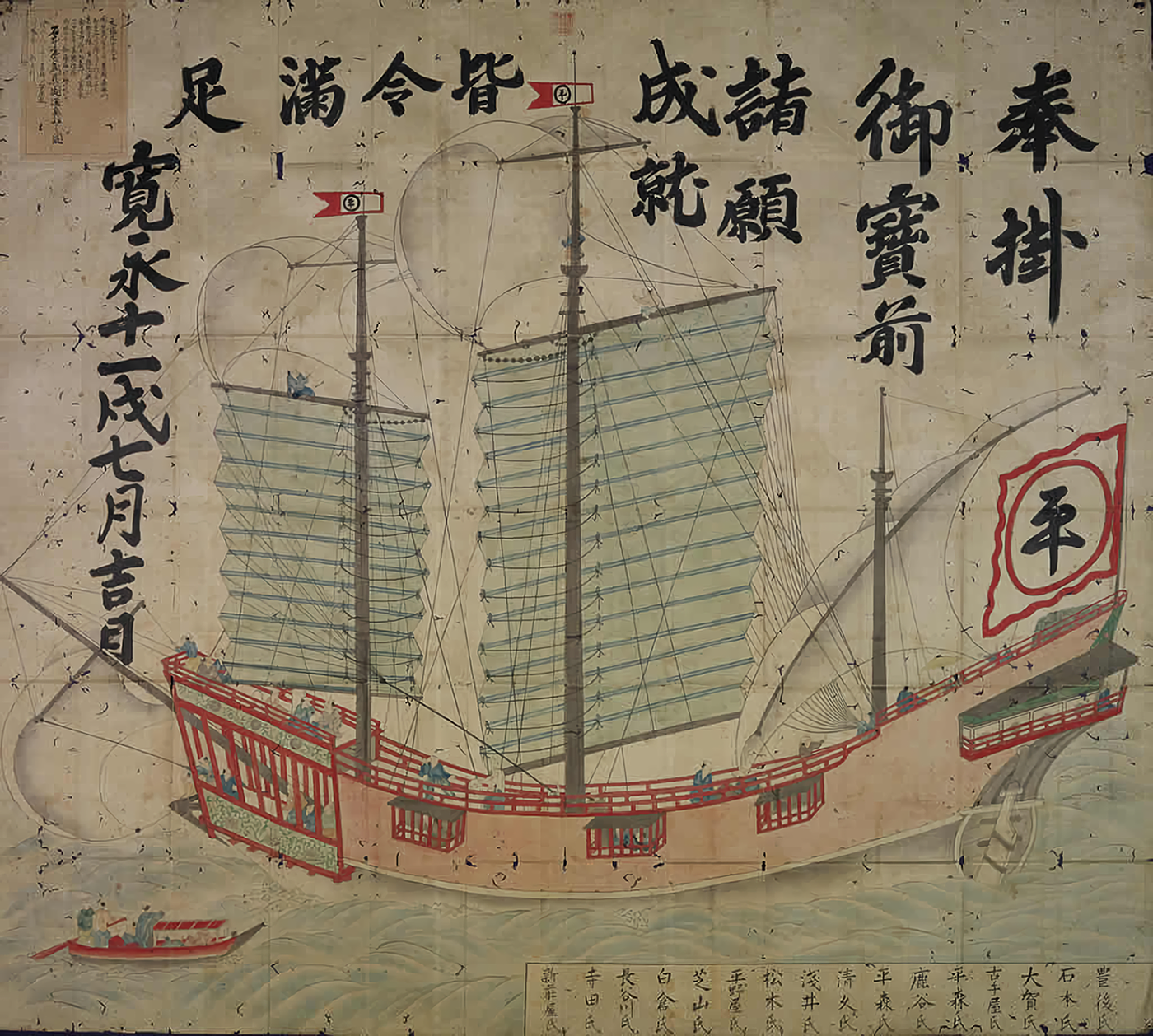
Лицензированный корабль сюинсэн 1634 года.

Токугава Иэясу всячески поощрял торговлю. В 1604 году (9 год Кэйтё) по его приказу корабли западных даймё и купцов городов Сакаи и Нагасаки, которые торговали за границей, должны были получать официальные лицензии — грамоты с красными печатями сюин (яп. 朱印), чтобы за морем их судна не путали с пиратскими. Лицензированные корабли назывались сюинсэн и активно торговали на Тайване, Макао и разных регионах Юго-Восточной Азии.
Немало японцев, которые отправлялись за границу, поселялись там, образуя первые японские торговые колонии, ниппон-мати (яп. 日本町 «японские города»). На начало XVII века количество заморских японцев составляло около 10 000 человек. Наиболее известным среди них был Ямада Нагамаса, который получил от Сиамского короля высокий чиновничий титул.

#### Ограничение торговли и запрет христианства
На первых порах сёгунат способствовал торговым отношениям с зарубежными странами и приветливо относился к христианству. Благодаря этому казна правительства пополнялась, а количество японских христиан росло. Однако противостояние европейских стран на японском рынке, а именно доносы и обвинения протестантских Англии и Голландии в адрес португальских и испанских купцов в намерениях завоевать Японию посредством распространения христианства заставили самурайское правительство пересмотреть свой внешнеполитический курс. В 1617 году (17 год Кэйтё) сёгунат издал запрет на исповедование христианства и прибытие испанских судов в Японию. Постепенно были наложены ограничения на выезд японских торговых кораблей в другие страны. В 1635 году центральное правительство полностью запретило японцам покидать Японию и даже возвращаться в страну в случае пребывания за границей.

#### Восстание в Симабаре и политика сакоку
В 1637 году (14 год Канъэй) на острове Кюсю, полуострове Симабара, вспыхнуло восстание местных крестьян-христиан из-за жестоких гонений на веру и непомерных поборов властей. Лидером выступления стал 15-летний самурай Амакуса Токисада. Напуганный размахом и успехами повстанцев, сёгунат выслал против них 120-тысячную армию и смог истребить их в следующем году. События на Симабаре подтолкнули правительство ужесточить реализацию своего антихристианского курса. Была установлена система закрепления населения за местными буддистскими храмами, по которой все японцы в принудительном порядке должны регистрироваться в «журналах обновления веры» (сюмон аратамэ-тё) при региональных храмах, а во время командировок или переезда получать от них справки о своей принадлежности к буддийской общине.
В 1639 году (16 год Канъэй) сёгунат запретил португальским судам прибывать в Японию. Из всех европейских стран лишь Голландия, флот которой помог в подавлении христиан в Симабаре, получила разрешение самурайского правительства на торговлю. Японские власти переместили голландскую факторию из Хирадо в крохотный искусственный остров-резервацию Дэдзима в Нагасаки.
Такая политика сёгуната, направленная на ограничение торговли, контактов с Западом и отъезда японцев за границу, получила название сакоку — политика «закрытой страны». Её главной целью была стабилизация власти самурайского правительства в результате искоренения христианства в Японии. Частично изолировав страну, сёгунат продолжал торговлю с азиатскими странами и Голландией, но под своим пристальным монопольным контролем.

### Международные отношения во времена «изоляции»

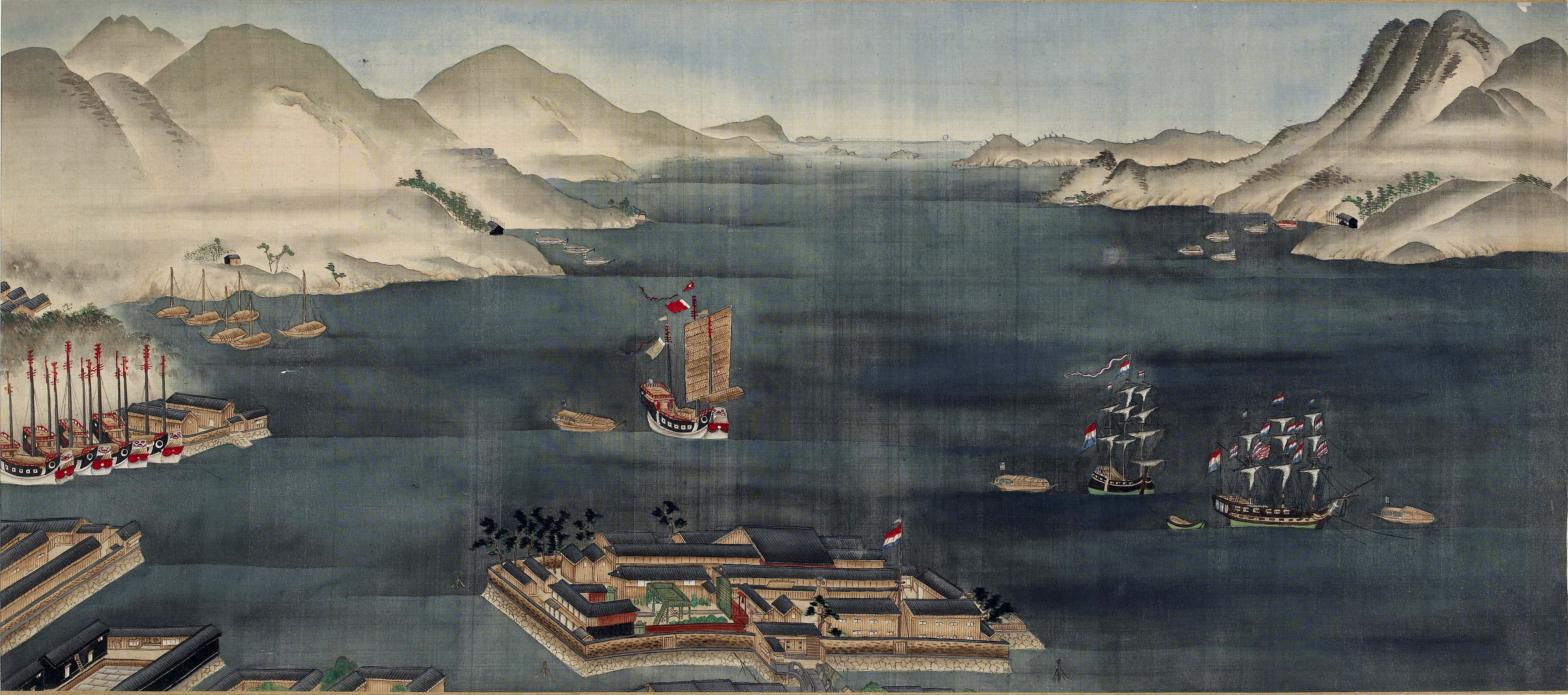
Искусственный остров Дэдзима — единственное окно Японии в Европу в период сакоку.

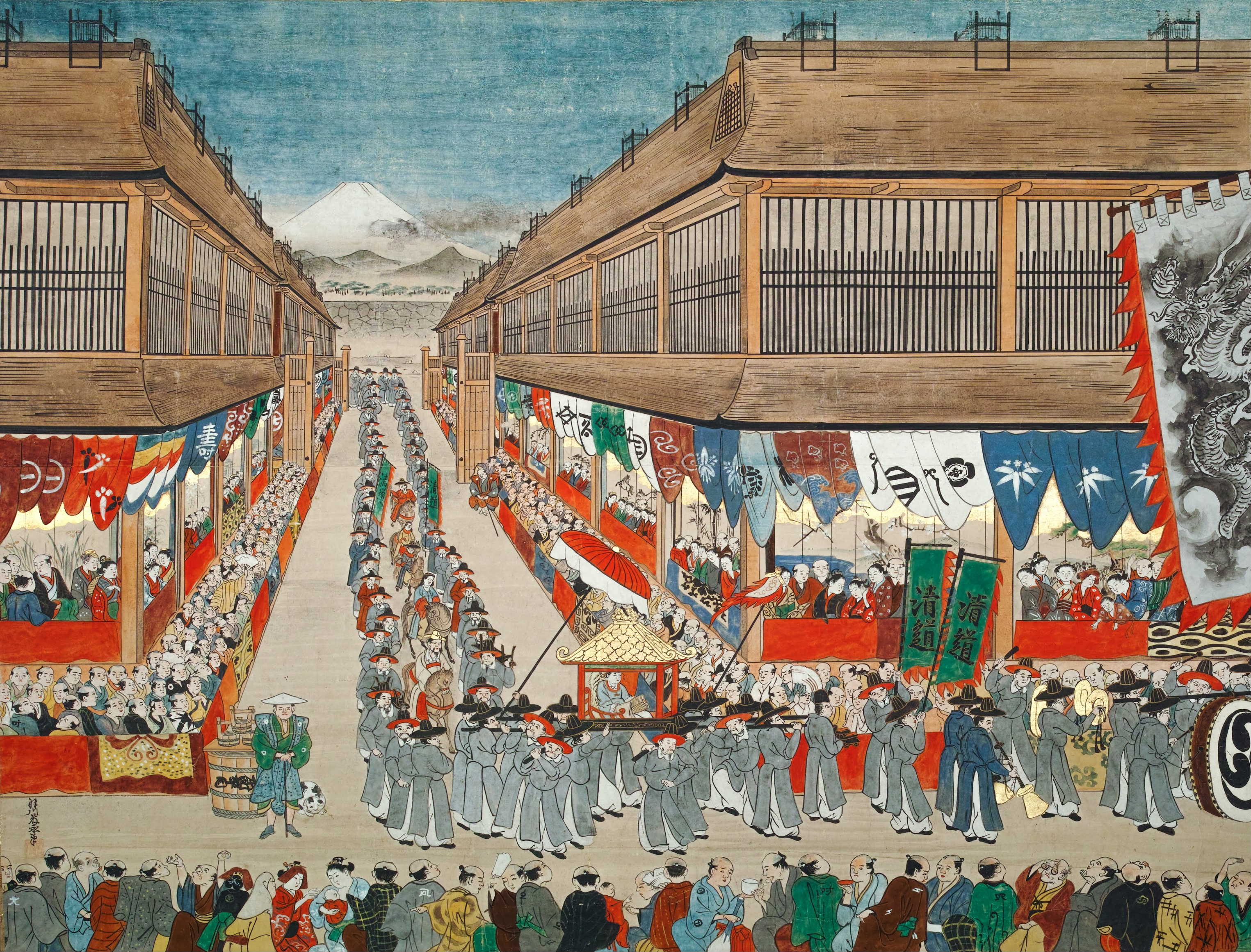
Процессия корейского посольства в японском городе.

#### Торговля в Дэдзиме
Дэдзима в Нагасаки служила центром торговли с Голландией. Её корабли привозили в Японию шелковые нитки, ткани и книги из Китая, а также часы и учебники из Европы. Японцы экспортировали сначала сырье — медь и серебро, а впоследствии начали вывозить керамику имарияки. Сёгунат обязал главу голландской фактории составлять «Описание обычаев Голландии», благодаря которым японское правительство узнавало о текущих событиях за рубежом. Хотя голландцы монополизировали торговлю Японии с Европой и Китаем, купцы последнего иногда прибывали в Дэдзиму.

#### Отношения с Кореей, Рюкю и айнами
При жизни Иэясу были восстановлены отношения с Кореей, которые прервались из-за вторжения армий Хидэёси в эту страну. Японию стали регулярно посещать корейские посольства, которые знакомили островитян с достижениями корейской культуры. Центром торговли между обеими странами стал японский остров Цусима, владение рода Со. По разрешению корейского правительства около 500 купцов этого острова имели свою факторию в южнокорейском городе Пусан.
В начале XVII века самурайский род Симадзу из владений княжества Сацума завоевал королевство Рюкю, заставив тамошний монарший род Сё стать вассалом сёгунов Токугава. Японцы сохранили древний, но формальный вассалитет Рюкю от китайской империи Цин, используя королевство в качестве посредника в японо-китайской торговле. Центром отношений между Японией и Рюкю стала провинция Сацума.
Торговлей и обменом с айнскими «Землями Эдзо» ведали власти владений княжества Мацумаэ на юге Хоккайдо. Основными товарами экспорта айнов были морепродукты и кожи животных. Поскольку айны торговали также на северо-востоке Китая, через них в руки японцев попадало немало китайских товаров, особенно ткани и одежда, которая получила название «айнской парчи». Японцы не всегда торговали честно, что было причиной ряда айнских восстаний. Самым мощным из них было выступление под руководством Сякусяина.

### Общество периода Эдо

#### Сословная система

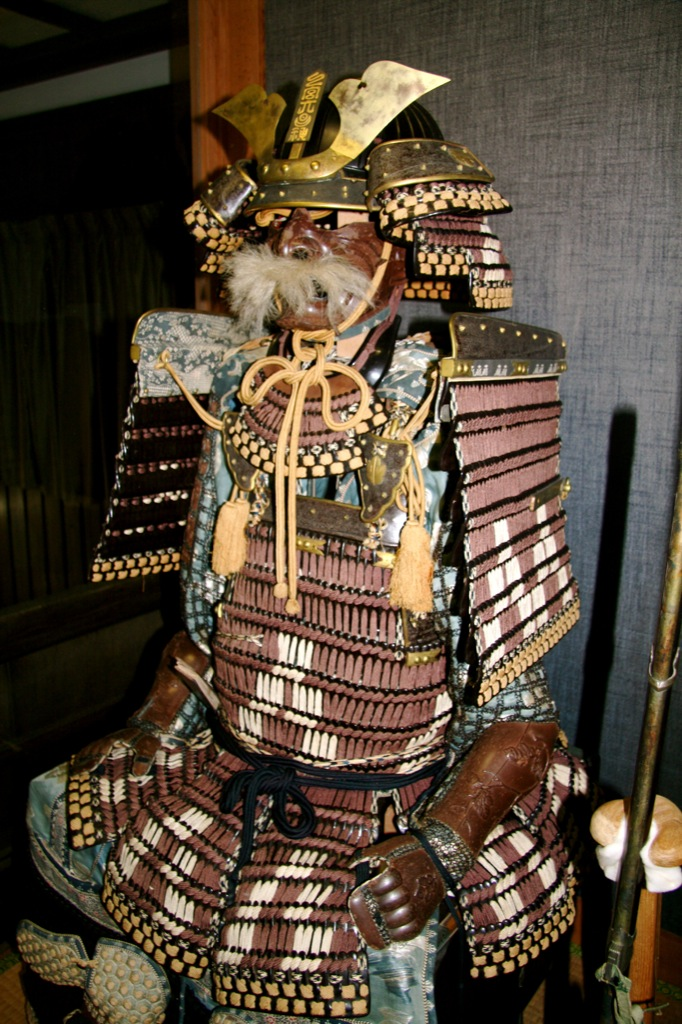
Самурайский доспех периода Эдо.

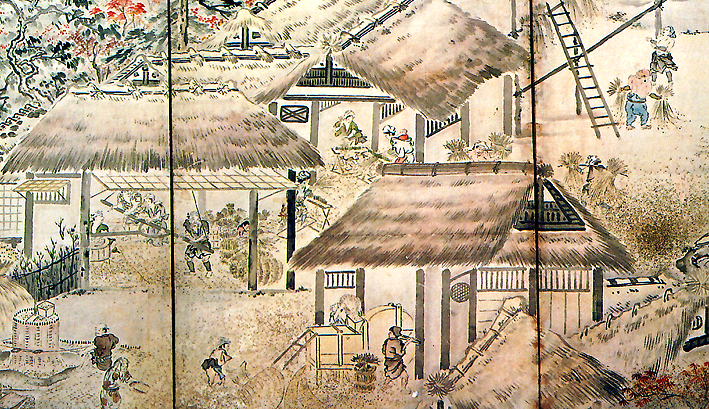
Вид японского села XVIII века.

Японское общество XVII-XVIII веков было четко разделено на сословия по профессиональному признаку. Традиционная историография выделяет четыре основных сословия — военных, крестьян, ремесленников и торговцев (士農工商, Си-но-ко-сё), а новейшая несколько больше — самураи, крестьяне, мещане (ремесленники и торговцы), аристократы кугэ, священнослужители храмов и святилищ. Обществом управляли самураи-военные, которые отвечали за защиту страны и исполнение гражданских и административных функций. Привилегией военного сословия было разрешение иметь фамилию и два самурайских меча, тогда как другим сословиям было категорически запрещено иметь какое бы то ни было оружие. В свою очередь, содержание власти военных возлагалось на плечи крестьян и мещан, производителей продукции и стимуляторов товарооборота, в виде налогов. Сословная система позволяла поддерживать стабильность японского социума, в котором отдельные профессиональные группы взаимно дополняли друг друга. Она не имела наследственного характера и жестких границ, позволяя крестьянам и горожанам за заслуги становиться самураями, а самураям принимать в свои семьи детей из сельских или купеческих семей. Вне сословной системы находилась группа париев, так называемых «неприкасаемых» или «нелюдей», профессиональными занятиями которых были утилизация отходов, выделка кож и уборка. Эта группа населения была объектом презрения представителей других сословий. Такое отношение к ним во многом продолжается и в современной Японии.

#### Сёла
Японская экономика периода Эдо была полунатуральной и зависела от поставок риса, взимаемого в виде налога. Её сбор проводили в селах местные чиновники — сельские головы нануси (яп. 名主) или сёя (яп. 庄屋), главы пятёрок и крестьянские делегаты, которые контролировали общинные пахотные земли, воды и горы, а также выполняли различные управленческие функции на селе. Большинство решений принимались коллегиально. Жители каждого села делились на пятёрки, члены которых находились в круговой поруке, совместно платя дань и предотвращая преступления. Между пятёрками одного села существовал обычай взаимопомощи.
Для стабилизации поставок дани рисом, сёгун запрещал продажу земли и ограничивал крестьян, сосредоточивая их только на полевых работах и различных повинностях. Большинство сёл платили налоги вовремя, считая это государственным долгом. Однако иногда из-за непомерных поборов крестьяне жаловались даймё или непосредственно сёгунату. В крайнем случае крестьяне поднимали бунты, но это происходило редко, поскольку все они беспощадно подавлялись самураями.

#### Города
В результате внедрения сословной системы и отрыва вассалов от земельных участков в провинции, самураи были переселены в призамковые города своих сюзеренов. Для обеспечения жизнедеятельности таких самурайских поселений к ним стали перемещаться ремесленники и купцы, которых стали называть мещанами. Власть накладывала на них денежные налоги на производство и перевозку. Самые богатые или известные горожане могли вступать в городскую управу и исполнять административную работу в городе.

### Развитие экономики

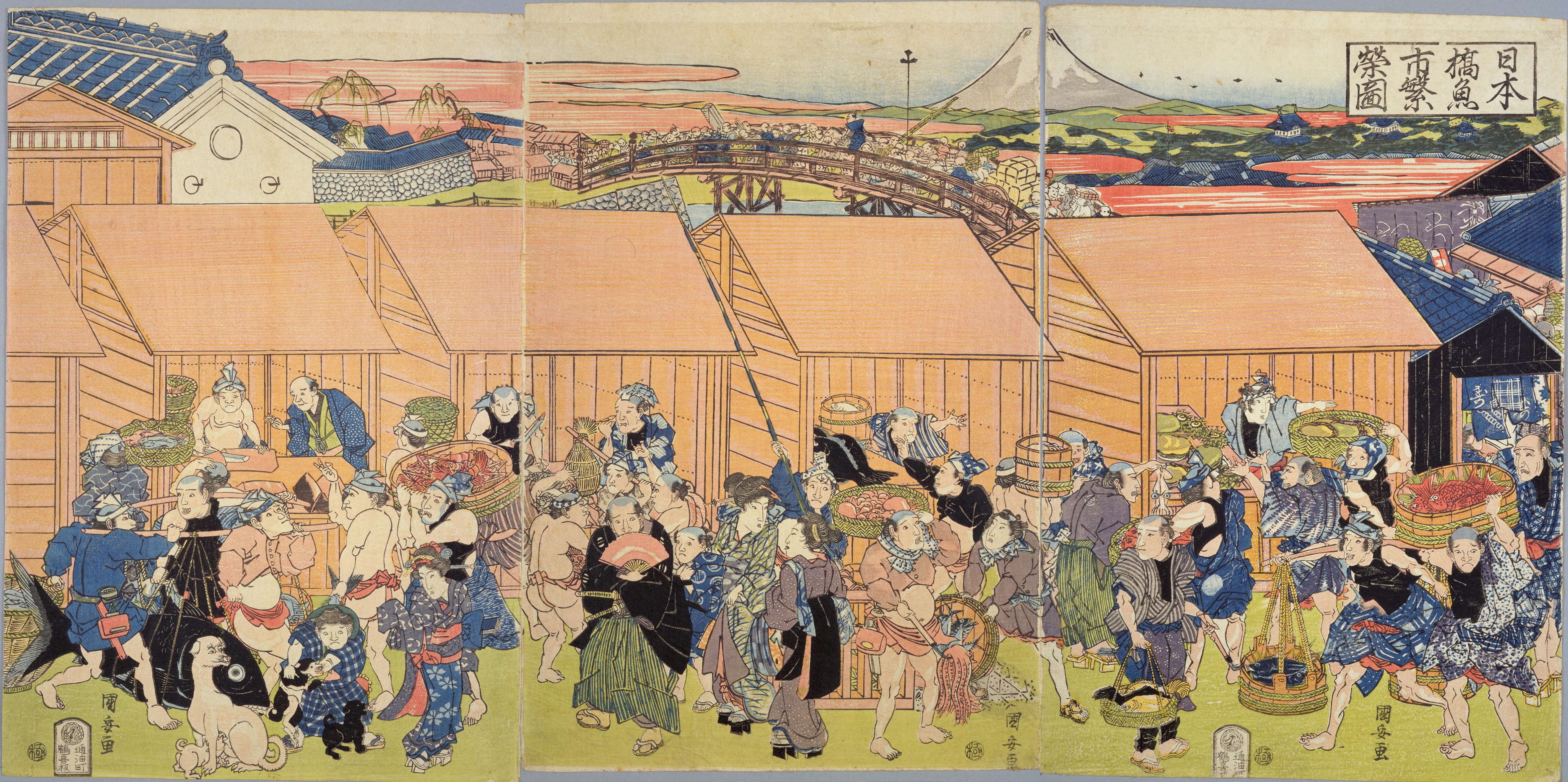
Нихонбаси, процветание рыбного рынка (период Эдо) Утагавы Куниясу

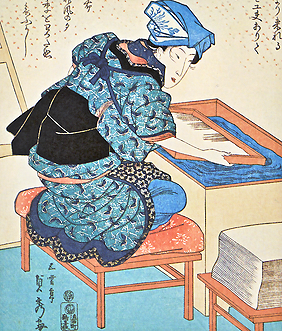
Изготовление японской бумаги.

#### Сельское хозяйство
С наступлением мирной жизни японцы начали активно развивать своё хозяйство. По приказам властей началось расширение старых и создание новых заливных полей, путём освоения целинных земель и проведения масштабных ирригационных работ у берегов рек и морей. За первые 100 лет существования самурайского правительства площадь всех пахотных земель возросла вдвое. Вместе с тем, увеличилась производительность труда благодаря появлению новых орудий — мотыги и тысячезубой молотилки, а также использованию удобрений — сушеных сардин и рапсового масла. Широкий размах получило выращивание торговых культур — конопли, хлопка, чая, рапса, красителей индиго и сафлора.

#### Промышленность и транспорт
Подъём сельского хозяйства способствовал развитию промышленности и увеличению населения. В результате разрастания призамковых поселений повысился спрос на древесину для строительства жилья, что дало толчок лесничеству и деревообработке. Также зародилось производственное рыболовство — в провинциях Ава и Симоса (современная префектура Тиба) вылавливали сардину, в Тоса (современная префектура Коти) — пеламид и китов, в «землях Эдзо» — херингу и морскую капусту Комбу. Наряду с этим, на побережье провинций Внутреннего Японского моря получило развитие солеварение. Возрос спрос на изделия мастеров-лакировщиков уруси, гончаров и литейщиков.
Японские горняки открыли новые рудники золота на острове Садо (современная префектура Ниигата), серебра в районе Икуно провинции Сэтцу (современная префектура Хёго) и меди в местности Асио провинции Симоцукэ (современная префектура Тотиги). Из этих металлов чеканились монеты, которые были в обращении по всей Японии.
Сёгунат уделял должное внимание развитию транспортной инфраструктуры. В Японии были построены пять дорог, главной из которых была Токайдо — путь из Эдо в Киото. На этих дорогах на равных расстояниях были сооружены гостиные дворы для отдыха путешественников. Также была создана эффективная почтовая система с гонцами хикяку. Кроме наземных путей приобрели большое значение водные, благодаря активной морской торговле между регионами. Но одновременно было запрещено строить большие корабли, способные совершать плавания в другие страны.

#### Расцвет «трёх городов»
В период Эдо города Эдо, Осака и Киото приобрели значение общеяпонских центров. Первый был резиденцией сёгуна и административно-политическим центром страны. Он считался главным городом самурайского правительства. На начало XVIII века Эдо, которое насчитывало миллион жителей, превратилось в крупнейший городской центр тогдашнего мира.
Осака была городом купцов. Туда прибывали разнообразные товары со всей Японии. Благодаря этому город часто называли «кухней Поднебесной». Все ханы имели в Осаке свои склады-усадьбы кураясики, откуда продавали местным купцам рис и другие товары из своих владений. Разнообразная продукция, которая стекалась в этот город, перевозилась впоследствии в Эдо на кораблях.
Киото был столицей Японии и культурным центром страны. Он оставался центром монархии и императорского двора. Город славился ремёслами, которые нуждались в высокой художественной подготовке мастеров — декоративной росписью, оружейным делом, лакировкой уруси.
Кроме этих трёх городов особенно развились такие города, как Нагасаки, Кагосима , Хиросима, Мацуяма, Нагоя, Канадзава, Мито, Сендай и другие. Также возникали новые поселения вокруг гостиных дворов и храмов.

### Эпоха Цунаёси и культура Гэнроку

#### «Гражданское правление» Цунаёси

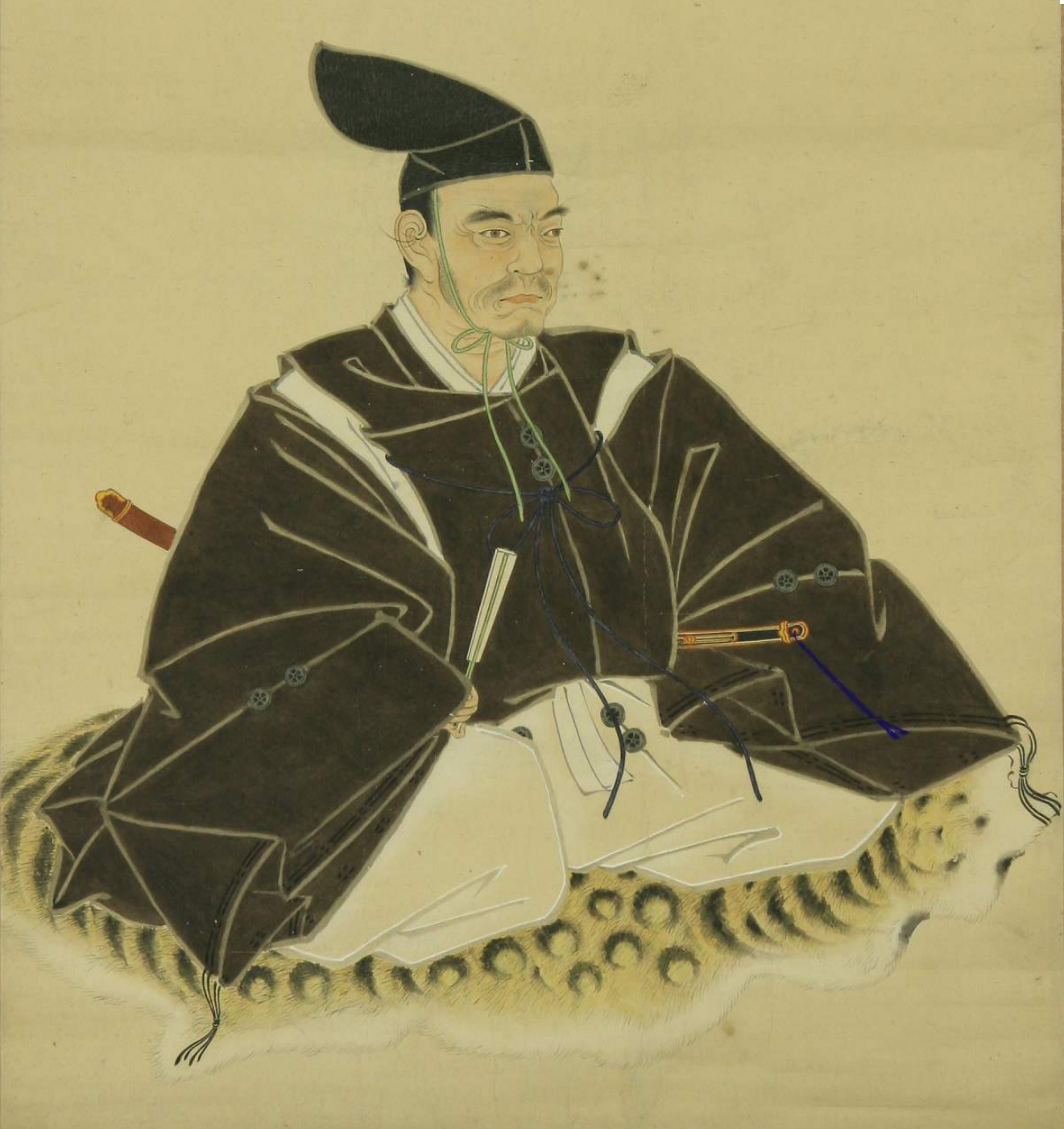
Араи Хакусэки — выдающийся мыслитель периода Эдо.

На середину XVII века правление сёгуната в Японии стабилизировалось. Пятый сёгун Токугава Цунаёси издал «Закон о сострадании живым существам», который запрещал выгонять нежелательных младенцев и стариков из дома, а также убивать любых животных — от собак до насекомых. Возведя храм Юсимасэйдо в честь Конфуция, он заботился о распространении конфуцианства в стране. Поскольку Цунаёси ценил науки, а не боевые искусства, его правление называют «гражданским».
Тем не менее времена Цунаёси не были популярными в народе. За убийство собаки людей наказывали ссылкой на дальние острова, а любовь сёгуна к религии истощила казну из-за постоянного строительства храмов и святилищ. После смерти Цунаёси, в течение правления шестого и седьмого сёгунов, их советник Араи Хакусэки отменил «закон о сострадании» и наладил финансовую систему страны.

#### Культура Гэнроку
Со второй половины XVII — начала XVIII века, в период Гэнроку, зародилась новая городская культура с центром в Киото и Осаке. Её называют культурой Гэнроку.
В эти времена начали выходить иллюстрированные рассказы укиё-дзоси, которые описывали повседневную жизнь жителей городов. Самым популярным издателем книг стал Ихара Сакусай. Японское кабуки превратилось из танца в театральное искусство. Кукольный театр нингё дзёрури был реформирован драматургом Тикамацу Мондзаэмоном, который создал для него немало лирических пьес. Вместе с этим новое развитие получила поэзия в лице Мацуо Басё, который превознёс хайку до уровня искусства.
|                                                                                                  |
| Ширма «Бог ветра, бог грома» (известная реплика работы Таварая Сотацу, выполнена Огатой Корином) |

В изобразительном искусстве художник Огата Корин объединил традиционные приемы Таварая Сотацу с новыми веяниями. Его знаменитым шедевром является ширма Ирисы. В то же время появился новый популярный жанр гравюр укиё-э, основными темами которого стали обычаи и повседневность японского города. На этом поприще снискал славу художник Хисикава Моронобу.

#### Развитие наук

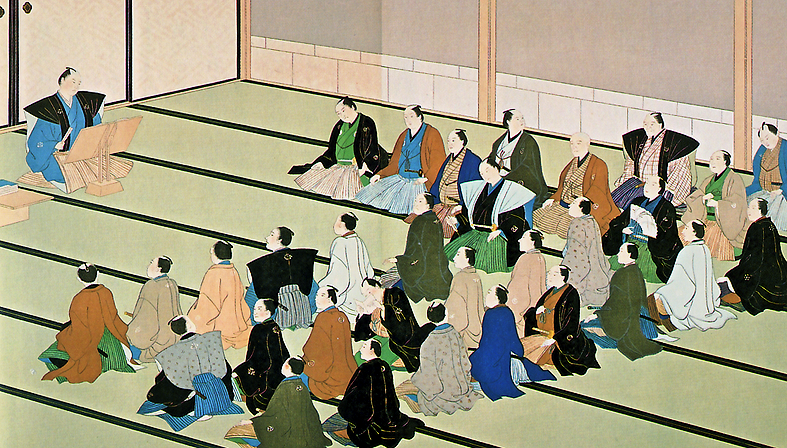
Лекция в чжусианской школе для самураев.

Во времена правления сёгуната науки перестали быть достоянием элиты общества. Всё чаще ими увлекались представители мещан и крестьян. Главным учением в среде самураев стало конфуцианство, а точнее его течение — чжусианство, которое призывало подданных к верному служению и повиновению власти, а власть — к честному и преданному правлению. Начиная со времён Токугавы Иэясу, который способствовал деятельности ученого Хаяси Радзана, чжусианство стало играть роль государственной идеологии. Под её влиянием оформился кодекс самурайской чести бусидо. Кроме чжусианского течения конфуцианства, в Японии было представлено янминское течение в работах Тодзю Накаэ и других.
В естественных науках особенно отличились Миядзаки Ясусада, который издал первую в Японии систематизированную работу по агрономии «Сборник произведений по сельскому хозяйству» и математик Сэки Такакадзу, который самостоятельно изобрёл способ решения уравнений и вычислил число пи. В целом, на конец XVII века уровень японских наук не уступал западным.

## Вторая половина периода Эдо

### Реформы Кёхо и политика Танумы

#### Реформы Кёхо
С наступлением XVIII века возросло производство риса и появился спрос на товары первой необходимости в городах. Денежная экономика проникла в японскую деревню. Покупка инструментов и удобрений, разведение технических и садовых культур стали нормой. Из-за этого цены на рис упали, что привело к хроническому дефициту бюджета сёгуната и княжеств, финансы которых зависели от поставок натуральной дани. В 1716 году (1 год Кёхо) 8 сёгунат Токугава Ёсимунэ начал ряд преобразований, направленных на пополнение казны сёгуната. Они получили название «реформы Кёхо». Для уменьшения расходов Ёсимунэ составил «Законы о сбережениях» расходов вассалов, а для увеличения прибыли установил дополнительный налог на рис для княжеств на пользу центрального правительства. Также сёгун стимулировал освоение целинных земель и поднял налоги.
Кроме этого, Ёсимунэ издал «Утверждения положениях о судопроизводстве», в которых установил стандарты для рассмотрения судебных дел и разрешил простолюдинам жаловаться на администрацию. В это же время были реформированы городские пожарные службы в городе Эдо.

#### «Эпоха Танумы»
После сёгуна Ёсимунэ, который восстановил финансы правительства путём сосредоточения на натуральной экономике, его дело продолжил Танума Окицугу, высший чиновник сёгунатской администрации. Он пытался пополнить казну не рисом, а деньгами, способствуя торговле и развитию промышленности. Танума официально признал монопольные права японских картелей кабунакама в обмен на уплату ими высоких налогов, а также инвестировал в освоение земель Хоккайдо. Несмотря на первоначальный успех его курса, Танума был впоследствии вынужден уйти в отставку. Вмешательство состоятельных купцов в политику повлекло распространение взяточничества в администрациях всех уровней и вызвало массовые протесты населения. В дополнение, мощное извержение вулкана Асаномаяма в 1783 году (3 году Тэммэй), которое принесло засуху и голод, стало причиной многочисленных крестьянских восстаний. Времена правления Танумы Окицугу называют «эпохой Танумы».

### Реформы Кансэй и Тэмпо

#### Реформы Кансэй и эпоха Огосё
В 1787 году (7 году Тэммэй) на должность Танумы был назначен Мацудайра Саданобу. Он отверг курс своего предшественника «обогащение через торговлю» и ставил в пример политику Ёсимунэ — «обогащение через сбережение». Мацудайра начал ряд преобразований, направленных на реформирование японской деревни. Его курс получил название «реформы Кансэй». Мацудайра силой возвращал крестьян на их родину из городов и ограничивал выращивание сельскохозяйственной продукции на продажу. Вместе с тем он стимулировал выращивание риса и возвёл в селах амбары для хранения на случай голода. Ради спасения вассалов сёгуната от ростовщической кабалы, Мацудайра аннулировал все их долговые обязательства, но в дальнейшем заставил самураев жить «экономно». В целом его реформы не решали проблем общества, а лишь замораживали их, вызывая недовольство населения.
После Мацудайры, делами правительства начал заниматься 11 сёгун Токугава Иэнари. Он отменил политику сбережения и поддержки села, поведя курс на содействие торговле и развитию городов. Даже после своей прижизненной отставки с должности сёгуна он продолжал удерживать все реальные властные рычаги в своих руках. Его правление часто называют «эпохой Огосё», по названию его отставной резиденции и титула.

#### Голод и реформы Тэмпо

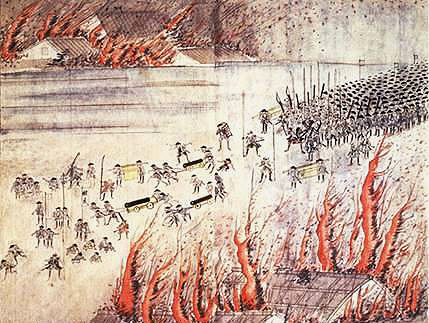
Восстание Осио Хэйхатиро. Осака в огне.

В первой половине XIX века Японию постигла череда бедствий — продолжавшиеся несколько лет неурожаи и массовый голод. Сёгунат не принял мер по спасению населения страны, а наоборот, приказал своим купцам скупать зерно и рис в провинциях для отправки в свою резиденцию в Эдо. Подобная позиция правительства вызвала протест не только среди простого люда, а даже военных и чиновников высокого ранга. Так, в 1837 году (8 год Тэмпо) в Осаке вспыхнуло восстание Осио Хэйхатиро, чиновника местной управы, которое, хотя и было подавлено за один день, свидетельствовало, что сёгунат теряет поддержку среди тех, на ком он держится — самураев.
В 1841 году (12 год Тэмпо) правительство под руководством высокопоставленного чиновника Мидзуно Тадакуни попыталось исправить ситуацию. Был взят курс на восстановление села и подавление коммерции. Крестьянам приказали вернуться из городов домой и выращивать рис, торговать которым запрещалось. В свою очередь, чтобы сбить высокие цены на продукты питания, были распущены акционерные общества купцов. Чтобы сосредоточить население на производстве и сельском хозяйстве, были изданы «законы о сбережениях» и запреты на массовые гуляния, в том числе театр кабуки. Курс Мидзуно получил название «реформ Тэмпо», который продлился лишь 2 года ввиду своей непопулярности и неэффективности.
Одновременно преобразования продолжались и в княжествах. В частности западнояпонские княжества Сацума (современная префектура Кагосима) и Тёсю (современная префектура Ямагути) смогли выйти из финансового кризиса путём привлечения к управлению талантливых самураев из низов и развитию торговли. Получив богатство и создав новый управленческий аппарат, оба княжества стали самыми влиятельными во всей Японии и получили возможность противостоять центральному правительству.

### Вмешательство иностранных государств

Русская карта Японии 1809 года

С конца XVIII века у японских берегов начали часто появляться корабли иностранных государств — колониальных империй Запада. Японское правительство придерживалось изоляционной политики «закрытой страны», отказываясь вступать в сношения с Европой или Америкой, с недоверием относясь к ним.
В 1792 году (4 год Кансэй) посольство Российской империи во главе с Лаксманом предложило японцам заключить торговый договор, но сёгунат отказался. Из страха перед иностранным вторжением с севера самурайское правительство поставило под свой непосредственный контроль остров Хоккайдо, который к тому времени находился во владении Мацуэ-хана.
Кроме России в Японию начали прибывать корабли Великобритании, которая начала погоню за колониями в Азии. В 1808 году (5 году Бунка) британский корабль «Фентон» атаковал голландскую факторию в Нагасаки, требуя её передачи и тем самым втягивая японское нейтральное правительство в конфликты далёкой Европы. Также японцев часто беспокоили судна США, которые требовали воды и топлива.
В ответ на агрессию и попрание японских законов сёгунат издал в 1825 году (8 году Бунсэй) «Закон об отражении иностранных кораблей», направленный на усиление береговой обороны и соблюдение курса изоляции. Против такой политики выступили ряд японских ученых-западников, такие как Такано Тёэй и Ватанабэ Кадзан, которым был известен настоящий военный потенциал иностранных государств и возможные последствия для Японии в случае войны с ними. Однако центральное правительство подавило эту оппозицию.

### Культура Касэй

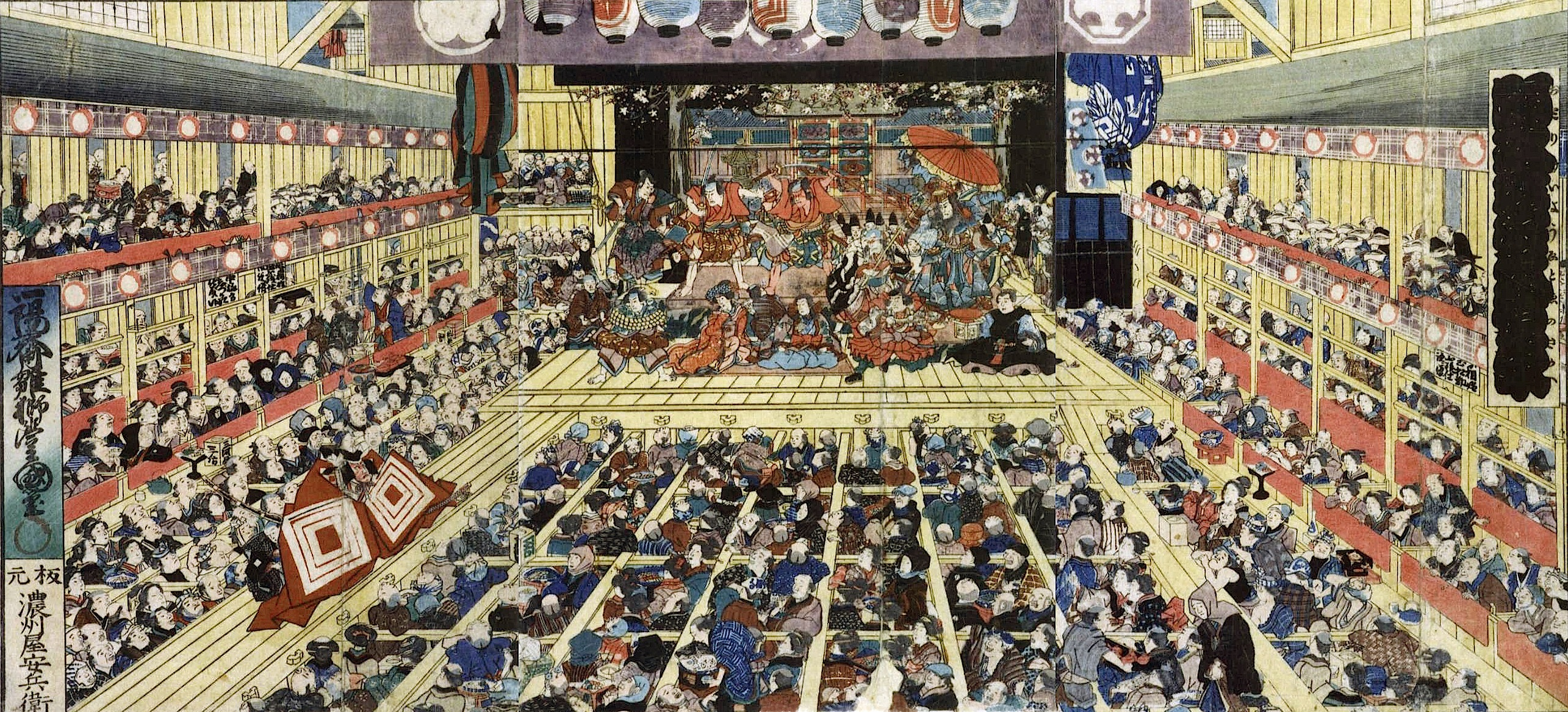
Спектакль кабуки.

В середине XVIII века город Эдо стал крупнейшим японским культурным центром страны, обогнав традиционные Киото и Осаку. Культура этого периода, которая сформировалась на основе городских обычаев Эдо, называют «культурой Касэй».
В литературе того времени приобрели популярность сатирические стихи сэнрю и кёка. Жители Эдо зачитывались комедийными рассказами «На своих двоих по Токайдосскому тракту» Дзиппэнся Икку и «Современными банями» Сикитэя Самбы, которые высмеивали жизнь японских простолюдинов. Также, получило признание развлекательное историко-фантастическое произведение Кёкутэя Бакина «Легенда о восьми псах-воинах клана Сатоми». В поэзии прославились Ёса Бусон и Кобаяси Исса, которые также были художниками.
Театр кабуки, кукольный театр нингё дзёрури, комедийные рассказы ракуго были на пике своей популярности. Дома куртизанок пользовались повышенным спросом. Практически каждый день проходили праздники, посвященные сотням храмов и святилищ города Эдо. Среди простого люда также распространился обычай паломничества к синтоистскому святилищу Исэ и буддистским храмам Сикоку.
Конец XVIII — первая половина XIX века стали «золотым веком» цветных гравюр укиё-э. В эти времена прославились портретисты Китагава Утамаро и Тосюсай Сяраку и пейзажисты Кацусика Хокусай и Утагава Хиросигэ. Их работы оказали значительное влияние на европейскую школу импрессионистов 2-й половины XIX века.
|                                                      |                                                    |
| «Большая волна в Канагаве» (укиё-э Кацусики Хокусая) | «Девушка дует в свисток» (укиё-э Китагавы Утамаро) |

В противовес мещанским разноцветным гравюрам, среди самураев оставалась популярной традиционная монохромная живопись. Её традиции продолжали Икэ-но Тайга и Урагами Гёкудо.

### Новые науки и идеи

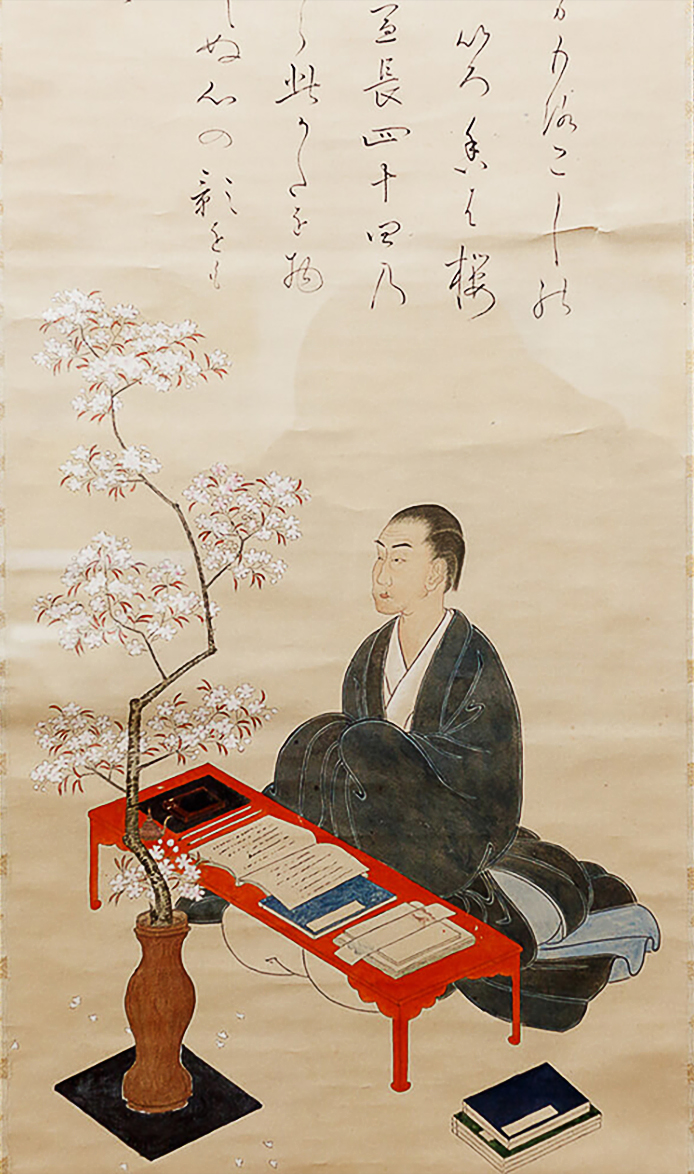
Автопортрет 44-летнего Мотоори Норинага.

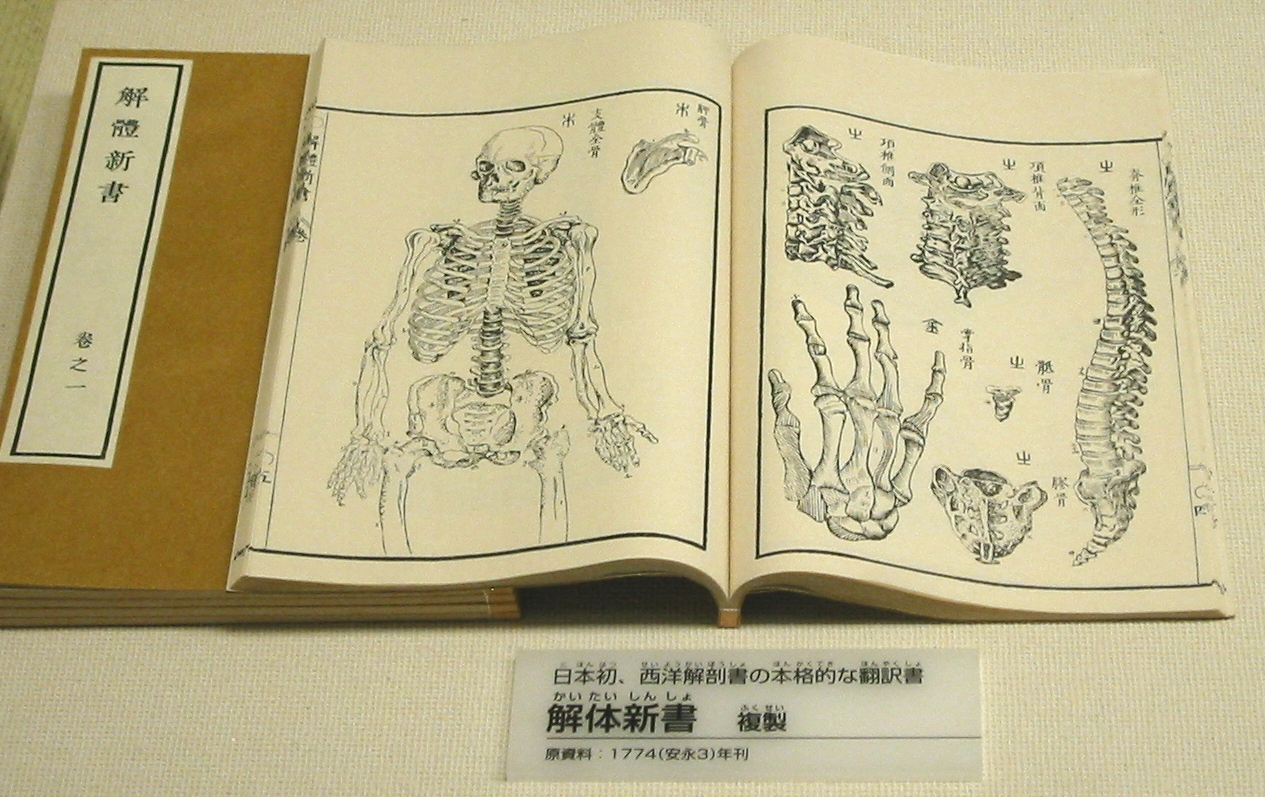
«Новый учебник анатомии» Сугиты и Маэно (1774)

С XVIII века в Японии начальное образование стало доступным для простолюдинов. Наряду с государственными и ханскими школами для самураев, существовали общественные школы тэракоя, куда принимали всех без сословных ограничений. Главными предметами были чтение, письмо и арифметика. В самурайских школах преподавали отдельно основы конфуцианства. В целом, уровень образованности и грамотности в Японии был одним из самых высоких в мире.
Среди новых наук — «страноведение» кокугаку и «голландские науки» рангаку. Первая занималась изучением японской уникальности и духа через японскую классику, а вторая — освоением достижений европейских точных и естественных наук.
Основы кокугаку были заложены Мотоори Норинага, который, исследуя «Кодзики», выдвинул теорию «несменяемости императорской династии Японии» (яп. 万世一系), обосновывая древность, уникальность и соответственно, верховенство японской монархии в мире. Идеи кокугаку оказали значительное влияние на городское и сельское население страны, будучи частично инкорпорированными в японское националистическое мировоззрение.
Толчком для развития рангаку стало разрешение 8 сёгуна Ёсимунэ завозить и изучать любые европейские книги, кроме религиозно-философской литературы. На их основе учёные Сугита Гэмпаку и Маэно Рётаку перевели и издали «Новый учебник анатомии», а исследователь Хирага Гэннай самостоятельно изобрёл электрогенератор. Центром рангаку был город Нагасаки, где находилась голландская фактория. Именно там немецкий врач и энциклопедист Франц Зибольд воспитал многих японских анатомов и врачей.
Кроме этого, особое развитие получила география. Так, исследователь Ино Тадатака, на основе своих наблюдений и знаний в области отечественной и заморской картографии составил первую точную карту Японского архипелага.
Начиная с конца XVIII века в связи с постепенным приближением государств Запада к Японии, в стране вспыхнула дискуссия о том, как защищать «божественные острова» от агрессивных иностранцев. Хаяси Хэй в «Беседах о войсках морских держав» советовал правительству придерживаться политики изоляции и укрепить город Эдо, поскольку хорошо оснащённые флоты иностранцев могли легко захватить его. Ему вторил, Аидзава Сэйсисай, который настаивал на изгнании «варваров» и почитании монархии. С другой стороны, историк Рай Санъё в своей популярной «Неофициальной истории Японии» ставил под сомнение способность самурайского правительства противостоять Западу и намекал на необходимость восстановления в стране прямого императорского правления.

### «Открытие» Японии

#### Визит Перри

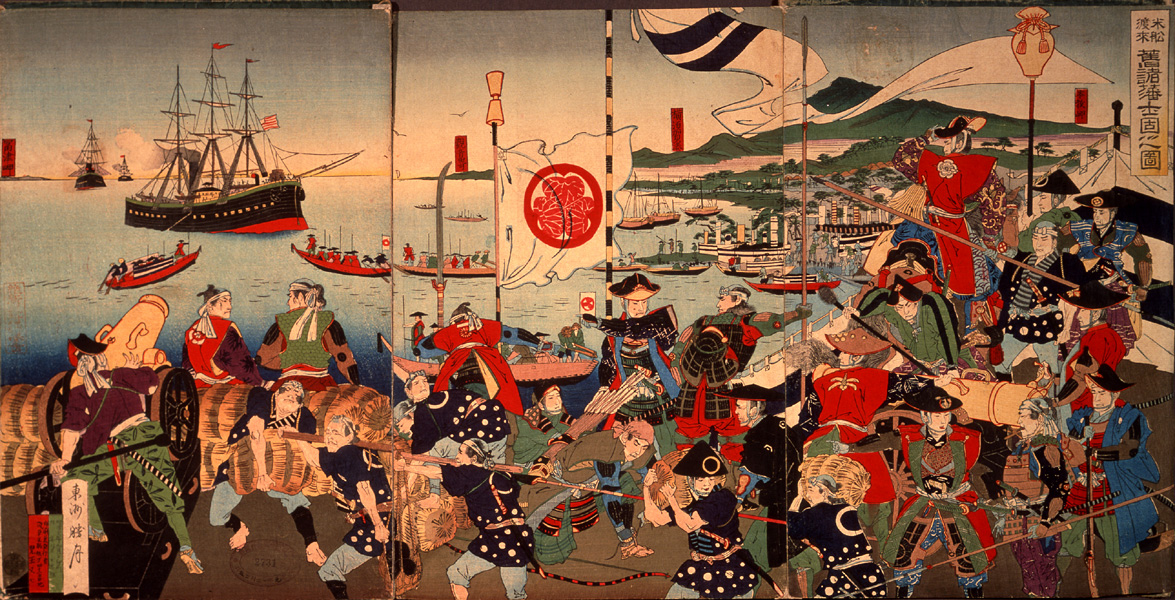
Неожиданное появление кораблей Перри в 1853. Японцы готовятся отбить незваных гостей.

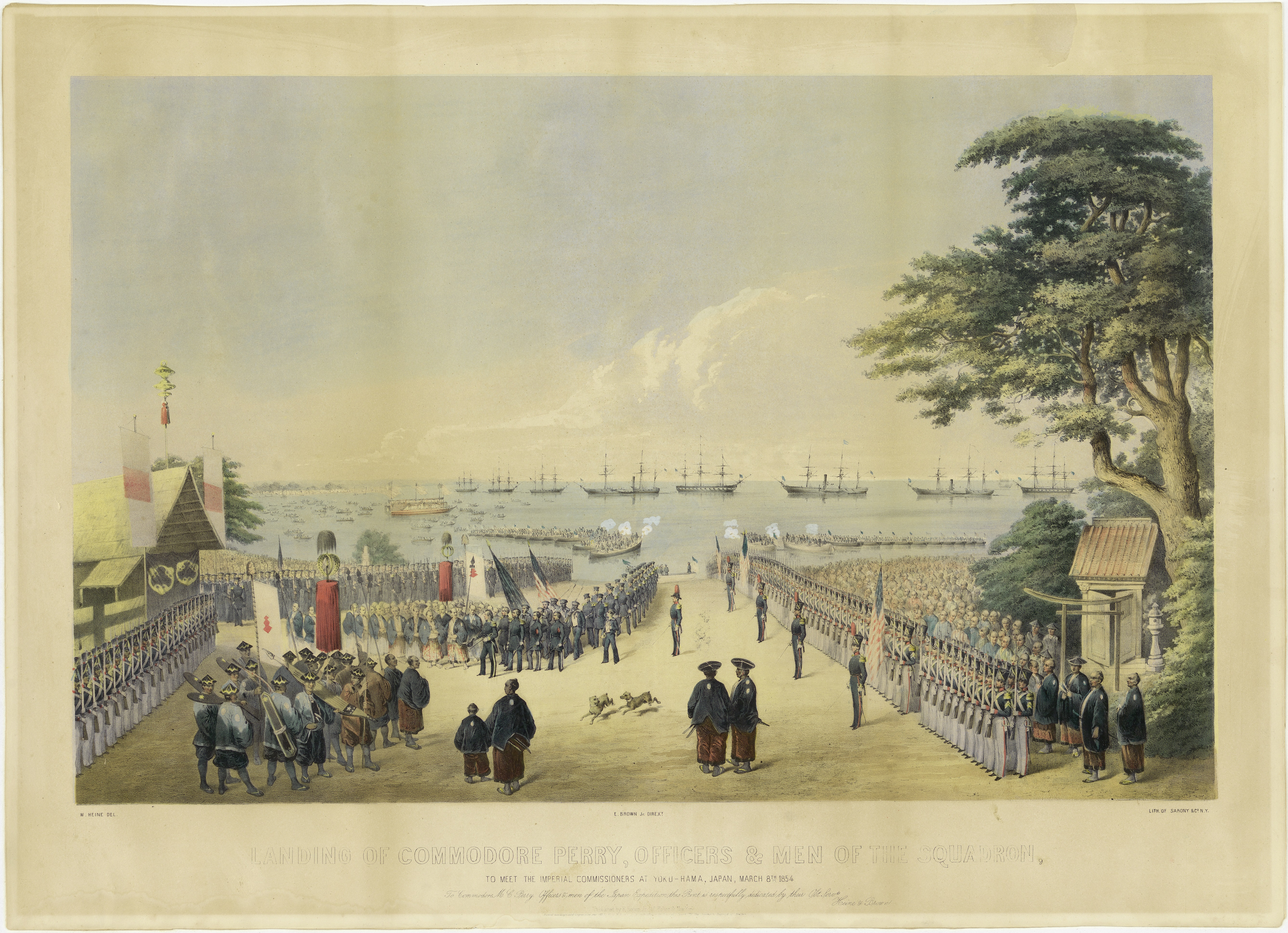
Визит Перри в 1854 году с целью «открыть Японию».

В июне 1853 года (6 год Каэй) небольшая флотилия США из 4 военных кораблей с 100 пушками на борту под командованием командора Мэттью Перри прибыла в Японию, к берегу пролива Урага (современная префектура Канагава), рядом с заливом Эдо. Перри передал японской стороне ультимативное письмо президента США с требованием открыть японские порты. Сообщив сёгунату, что прибудет в следующем году за ответом, командор вернулся на родину.
Самурайское правительство оказалось в смятении. Реальной вооруженной силы противостоять США оно не имело, но старалось придерживаться курса «закрытой страны». Главный ответственный за правительственные дела Абэ Масахиро провел общее собрание всех даймё Японии для выработки плана дальнейших действий, однако эффективного решения найдено не было. Сами же сборы вызвали падение авторитета сёгуната, прибавив веры местным самураям в том, что важные политические вопросы следует принимать коллегиально, а не единоличным решением чиновников Эдо.

#### Японско-американский «договор дружбы»
В январе 1854 года Мэтью Перри снова прибыл со своей флотилией в Японию. В результате переговоров сёгунат согласился на требования США и в марте того же года подписал Японско-американский договор мира и дружбы. С курсом изоляции было покончено, Япония «открывала» себя Западу. По этому договору самурайское правительство предоставляло разрешение судам США входить в порты Симода (современная префектура Сидзуока) и Хакодате (современная префектура Хоккайдо), обязывался предоставлять им провизию и топливо, и позволял строительство консульства США в Симоде.
В 1856 году новоназначенный генеральный консул США в Японии, Таунзенд Харрис, начал требовать от японских властей подписания торгового договора между обеими странами. Чиновники сёгуната очередной раз не смогли проявить политическую волю, расколовшись на сторонников и оппонентов заключения очередной сделки с иностранцами. В результате, обе группы обратились за арбитражем в этом деле к императорскому двору в Киото. Это был неслыханный шаг за всю 250-летнюю историю самурайского правительства, которому двор в своё время делегировал всю полноту власти. Такие действия сёгуната ещё больше подорвали его престиж в глазах населения, которое отныне видело киотского монарха единственным возможным спасителем Японии от «варварского порабощения».

### Антиправительственная оппозиция

#### Заключение неравноправных договоров
В 1858 году (5 год Ансэй) сёгунат, не дождавшись разрешения императорского двора, самовольно заключил Японско-американский договор о дружбе и торговле, по которому открыл для судов США ещё 5 портов — Хакодате, Йокогаму, Ниигату, Кобе и Нагасаки. Впоследствии подобные договоры были подписаны с Нидерландами, Россией, Великобританией и Францией. Эти договоры были неравноправными, поскольку японская сторона не могла судить иностранцев по своим законам, а также не имела права устанавливать пошлины на ввоз товаров из-за границы.

#### «Да здравствует Император, долой варваров!»

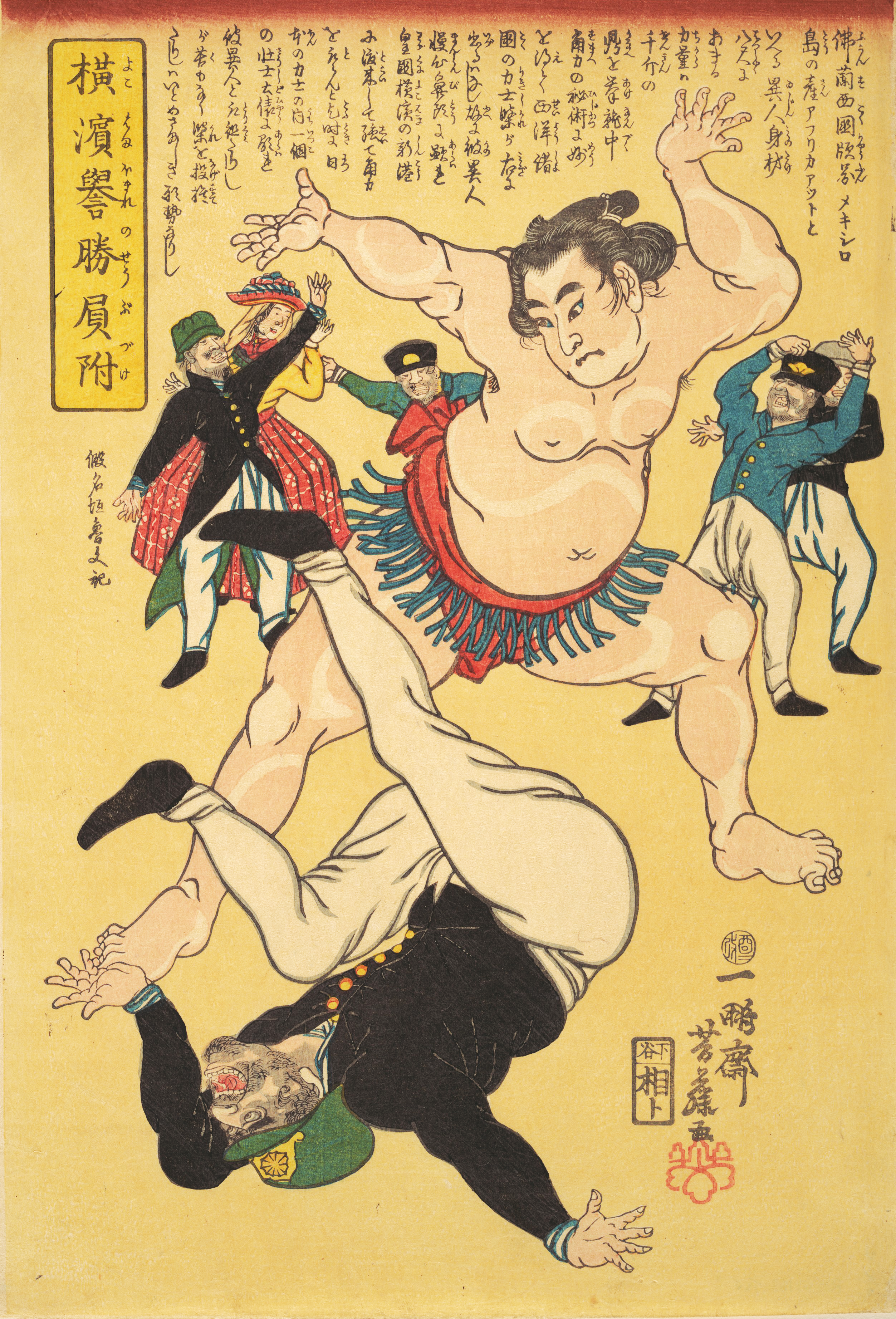
Победа японского силача над американским военным в соревнованиях в Йокогаме. Призвана продемонстрировать преимущество японцев над «варварами».

После подписания договоров среди японского населения, прежде всего самурайства, поднялся шквал критики сёгуната, который пренебрег мнением императора и капитулировал перед иностранными государствами. Сторонники политического курса за передачу полноты власти императору и поборники изгнания иностранцев объединились в одно движение «Да здравствует Император, долой варваров!». За резкие антиправительственные заявления около сотни лидеров движения были арестованы и казнены по приказу главного чиновника сёгуната, Ии Наосукэ, который был ответственен за заключение договоров. Среди казнённых были известные на всю Японию мыслители — глава княжества Мито Токугава Нариаки и учёный из княжества Тёсю Ёсида Сёин. Эти действия получили название «репрессии Ансэй».
Однако в 1860 году (1 году Манъэн) случился инцидент у ворот Сакурада, в котором Ии Наосукэ был убит по дороге к замку Эдо. Это убийство нанесло сильный удар по престижу сёгуната, а антиправительственная оппозиция получила новый приток сил. Её центром постепенно становилось западнояпонское княжество Тёсю. Его управленцы Такасуги Синсаку и Кидо Такаёси, которые были учениками казненного Ёсиды Сёина, наладили отношения с киотскими аристократами и склонили многих аристократов императорского двора к оппозиционному движению.

#### Вооруженные конфликты с иностранными государствами

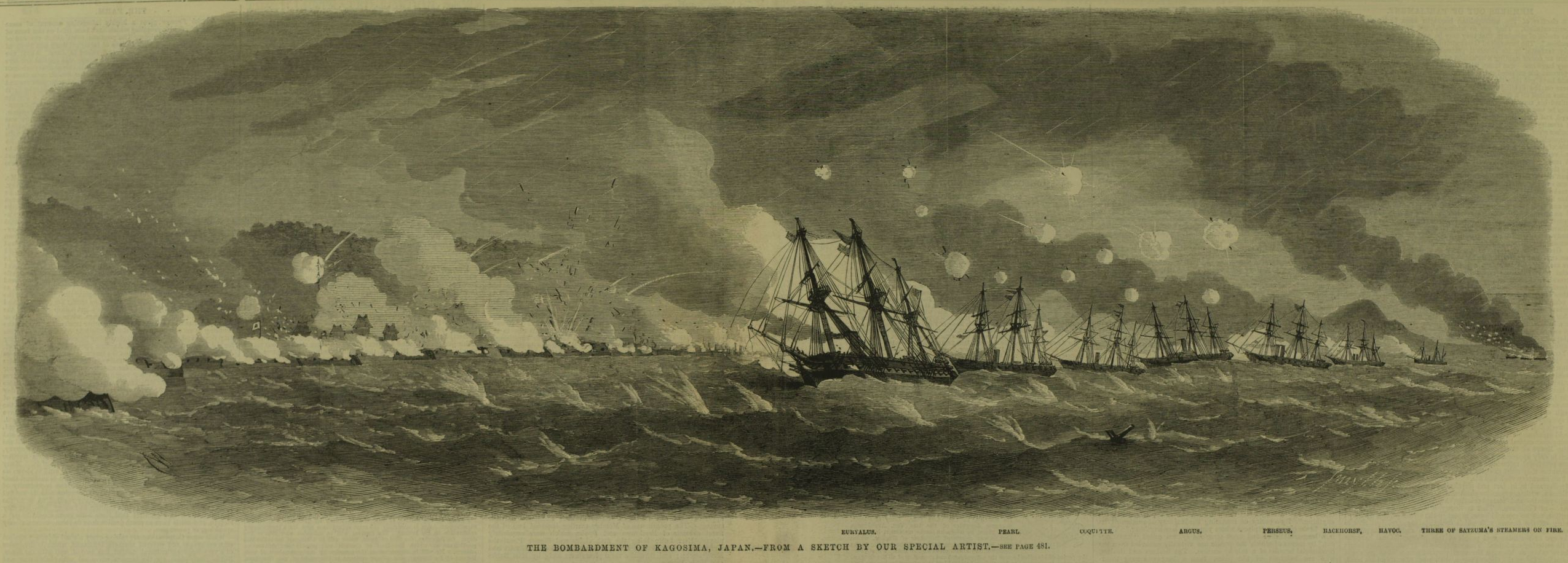
Сацумско-британская война. Обстрел британцами Кагосимы.

Вместе с княжеством Тёсю влиятельной антиправительственной силой стало владение Сацума. В 1862 году местные самураи зарубили британца, который нарушил местный обычай, пытаясь пробиться верхом на лошади через колонну японских воинов. Из-за этого инцидента вспыхнула сацумско-британская война, в которой столица Сацумы была разрушена, а Великобритания получила большую контрибуцию.
В связи с настойчивыми требованиями киотского двора «изгнать варваров» из Японии, в 1863 году (3 год Бункю) сёгунат отдал приказ всем ханам очистить страну от иностранцев. Пользуясь этим воины княжества Тёсю потопили иностранные торговые суда, которые зашли в порт Симоносеки, развязав тем самым новую войну. В ответ, в следующем году объединённая флотилия Британии, Франции, США и Нидерландов атаковала нападавших и захватила прибрежные районы их владений. Тёсю проиграло эту войну, а иностранные государства, как и год назад, получили новые привилегии и контрибуцию.
Самураи из Тёсю и Сацумы были единственными в Японии, кто почувствовал на себе военно-техническое преимущество Запада. Осознав, что политика «изгнания варваров» ведёт к открытому вооруженному конфликту, в котором японцам не победить, они тайно перешли на позиции «открытия страны» иностранцам. Они начали закупать оружие у западных государств, продолжая традиционную критику сёгуната.

### Последние дни сёгуната

#### Союз княжеств Сацумы и Тёсю
В конце 1863 года (3 год Бункю) для подавления антиправительственных сил во главе с Тёсю-ханом, сёгунат выгнал из императорского двора оппозиционеров и создал коалицию с ханом рода Токугава и княжества Айдзу. Правительство также сумело приобщить к этой коалиции Сацуму, тем самым изолировав политических противников. В следующем году сёгунат совершил карательный поход против княжества Тёсю и заставил его капитулировать. Однако вскоре самураи этого княжества под руководством Такасуги Синсаку и Кидо Такаёси сбросили проправительственных ставленников, и Тёсю вернулся на позиции лидера всеяпонской оппозиции.
|                |               |                |
| Сайго Такамори | Сакамото Рёма | Окубо Тосимити |

Между тем, политикой Сацумы начали управлять Сайго Такамори и Окубо Тосимити, которые начали перевооружение своих сил, учитывая горький опыт сацумско-английской войны. Они покинули правящую коалицию и перешли на позиции критики сёгуната.
В 1866 году (2 год Кэйо), при посредничестве самурая из княжества Тоса, Сакамото Рёмы, был заключен тайный союз ханов Сацума и Тёсю. Целью союза стало свержение сёгуната и создание единой, унитарной, сильной Японии.

#### Ликвидация сёгуната

Токугава Ёсинобу в замке Нидзё объявляет своим подчинённым о решении вернуть власть в Японии Императору.

В 1866 году обстоятельства сложились в пользу антиправительственных сил. Новым сёгуном стал малоопытный Токугава Ёсинобу, а вместо сторонника сёгуната, покойного императора Комэя, на трон взошёл 14-летний император Мэйдзи.
Ёсинобу считал, что поддерживать жизнеспособность управленческой системы Японии в форме сёгуната невозможно. Он планировал создать новое коллегиальное правительство из всех японских даймё во главе с императором, в котором род Токугава продолжал бы удерживать реальную власть в качестве премьер-министра. Исходя из этих идей, в октябре 1867 года Ёсинобу вернул должность сёгуна и полноту политической власти японскому Императору.
Оппозиционеры только этого и ждали. Сайго Такамори, Окубо Тосимити и Кидо Такаёси, вместе с лидером дворцовых аристократов Ивакурой Томоми, предложили императору выслать Ёсинобу и конфисковать все земли рода Токугава. В результате этого, в конце 1867 года был издан «Указ о реставрации Императорского правления», который провозглашал создание нового правительства во главе с императором, а идеалом государства определялась древняя унитарная и централизованная Япония VIII—X веков. Сёгунат Токугава ликвидировался, а семья Токугавы отстранялась от управления страной. Вместе с уничтожением сёгуната завершилась 260-летняя эпоха Эдо и эпоха доминирования самураев в японской политической жизни. Для Японии наступали новые времена модернизации и империализма — период Мэйдзи.